# Nazi exploitation
El nazi exploitation o nazisploitation es un subgénero cinematográfico, a menudo erótico, relacionado con el nazismo (ejemplo: crímenes sexuales durante la II Guerra Mundial). En la mayor parte de producciones, el protagonista es femenino, la cual aparece siempre en un campo de concentración o de exterminio o en un burdel nazi. Se suele poner énfasis en el sadismo, el gore y la degradación.
Uno de los títulos de renombre en cuanto a la temática es la producción canadiense de 1974: Ilsa, la loba de las SS. El sorprendente éxito y sus sucesivas secuelas, llevaron a los cineastas europeos, la mayoría de Italia, a producir docenas de films. Al igual que la serie cinematográfica de Ilsa, las demás películas fueron éxitos de taquilla hasta mediados de los años 80. Estas películas son conocidas como parte del ciclo "Il Sadiconazista", las cuales fueron inspiradas por obras como El portero de noche de Liliana Cavani (1974), Saló o los 120 días de Sodoma de Pier Paolo Pasolini (1975) y Salón Kitty de Tinto Brass (1976).
Otros cineastas prominentes dentro del género fueron: Paolo Solvay, Cesare Canevari y Alain Payet.

## Historia

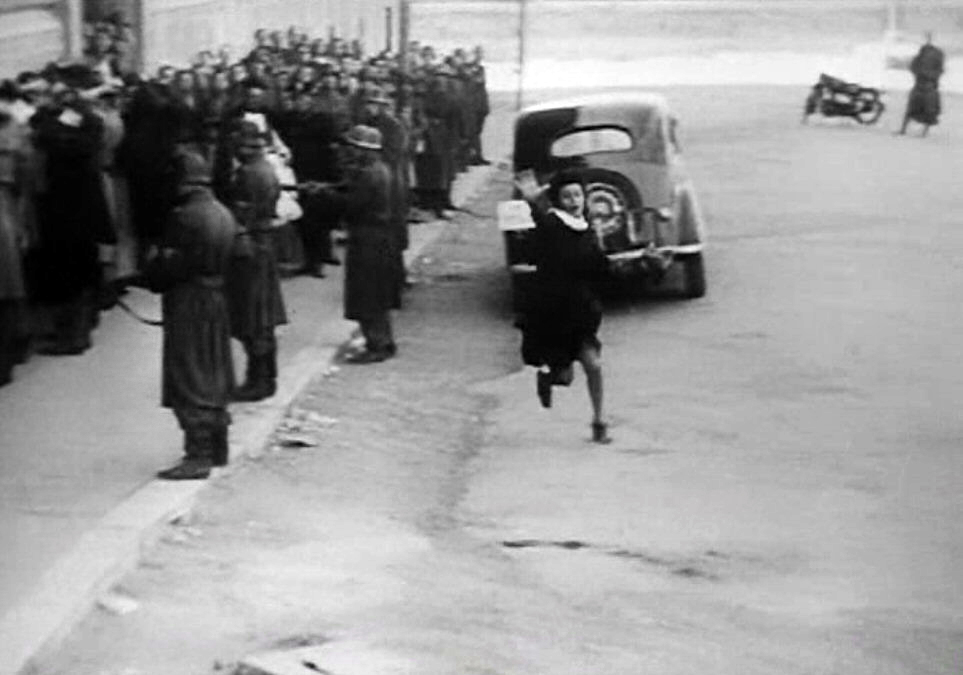
Fotograma de Roma, ciudad abierta

Los directores cinematográficos italianos fueron pioneros a la hora de combinar el erotismo con la temática nazi. Un ejemplo es Roma, ciudad abierta, dirigida por Roberto Rossellini en 1945. Otro proyecto del mismo cineasta fue Alemania, año cero de 1948 en la que la temática era la homosexualidad y la pedofilia dentro del nazismo. En 1969 Luchino Visconti dirigió La caída de los dioses, considerada controvertida en la época por su contenido explícito. Otros ejemplos relacionados con la sexualidad y el nazismo se encuentran en producciones germano occidentales como Des Teufels General y Lebensborn, de 1955 y 1961 respectivamente.
El prestamista de 1964 incluía una escena de desnudez femenina en las duchas de un burdel de un campo de concentración. El thriller Giallo de 1970: Nelle pieghe della carne tenía otra escena similar en la que un grupo de mujeres atractivas caminaban desnudas hacia una cámara de gas.

### La influencia de Ilsa

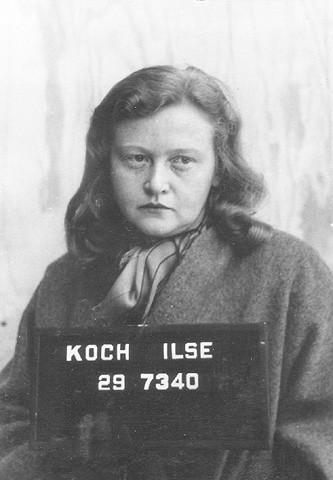
Ilse Koch sirvió de inspiración para la creación de Ilsa

Una de las películas más vanguardistas fue Love Camp 7, donde el productor David F. Friedman tuvo un pequeño papel. Posteriormente produciría Ilsa, la loba de las SS. La protagonista del film era una comandante de un campo maníaca y ninfómana interpretada por Dyanne Thorne. Aparte de las escenas sexuales, Ilsa sometía a sus prisioneros, tanto varones como mujeres a experimentos científicos al igual que hizo Josef Mengele en la vida real en Auschwitz.
El personaje de Ilsa estuvo inspirado en Ilse Koch, esposa de un comandante del campo de Buchenwald y la cual fue conocida como "la Bruja de Buchenwald" por sus tratos hacia los prisioneros, a los cuales sometía a torturas sexuales e incluso hacía lámparas con sus pieles.
El sadismo, la degradación, la esclavitud sexual y la tortura gráfica formó parte de los filmes relacionados con Ilsa, la cual tuvo varias secuelas a raíz del éxito dentro del género grindhouse. En 1976 Thorne protagonizó Ilsa, la hiena del harén, en 1977 Ilsa, la tigresa de Siberia e Ilsa, the Wicked Warden.

### Nazismo cinematográfico en Francia e Italia
Los cineastas europeos también crearon su propio arquetipo de Ilsa. En 1977 la actriz Malisa Longo participó en Helga, She Wolf of Stilberg, donde interpretó a una comandante sádica de un campo de concentración para mujeres. Aquel mismo año actuaría en Fräulein Devil y en Salón Kitty. Estas producciones fueron rodadas en paralelo con Hitler's Last Train por la productora francesa Eurociné.
Una de las producciones más notorias fue La Bestia in Calore, film italiano de 1977 protagonizada por la actriz germana Macha Magall en el papel de la Dra. Ellen Kratsch, una rubia y gélida agente nazi atractiva a la vez que pérfida. La producción de esta película fue prohibida en Inglaterra por sus escenas de violencia y sexo gráficas. Por otro lado, en Estados Unidos se produjo una versión más suave de la misma bajo el título de SS Experiment Camp 2.
Dicho subgénero presentó una oportunidad para los estudios italianos para producir películas de terror de bajo coste. Estas películas fueron diferentes a las de Ilsa en varios ejemplos, por ejemplo: se centran en los aspectos extremos del abuso humano.
Algunos de los títulos destacados de 1976 son Lager SSadis Kastrat Kommandantur, película softcore dirigida por Sergio Garrone, y Casa privata per le SS de Bruno Mattei, el cual también dirigió Women's Camp 119, protagonizada por Lorraine De Selle e inspirada en experimentos realizados sobre humanos. En SS Special Section Women John Steiner aparece como un sátiro que tras enamorarse de una judía pierde su virilidad. Otra producción es Achtung! The Desert Tigers, también dirigida por Batzella y ambientada en un campo de concentración situado en un desierto donde son frecuentes las torturas. 
En 1977 se estrenó: La última orgía de la Gestapo, la cual describe el affair entre el comandante de un campo de concentración y una prisionera. Otra producción idéntica fue SS Experiment Camp con el mismo reparto artístico y técnico. Otros títulos destacados son Red Nights of the Gestapo y La svastica nel ventre.

### Nazismo pornográfico
Las películas dirigidas a un público adulto han recurrido a escenarios nazis con el objetivo de dar un clímax hardcore típico de las películas sadomasoquistas entre los años 70 y 80. Varios ejemplos son Hot Nazis de los hermanos Mitchell, Nazi Love Island y Hitler's Harlot. En 1982 Angelique Pettyjohn actuó en Stalag 69 como arquetipo de Elsa Koch. El argumento estuvo inspirado en Love Camp 7
Hasta los años 2000 se dejaron de producir filmes. A partir de 2005, la productora húngara Mood Pictures produjo Gestapo, Gestapo 2 y Dr. Mengele, esta última en 2008.

### En el cine contemporáneo
Como tributo a Robert Rodriguez y Quentin Tarantino al cine de exploitation, Rob Zombie creó en 2007 un tráiler para una "película inventada" titulada Werewolf Women of the SS protagonizado por Nicolas Cage y Udo Kier. De acuerdo con Zombie: "básicamente, tuve dos ideas. Iba a ser un film sobre el nazismo o bien sobre mujeres presas. Finalmente me decanté por los nazis. En filmes como Ilsa, la loba de las SS, Fräulein Devil y Love Camp 7 siempre encuentro lo más bizarro del género".

## Temática
La mayor parte de las producciones están ambientadas en stalags (campos de internamiento) para mujeres. Los verdugos son hombres y mujeres representados como oficiales de campo ataviados con uniformes de las SS. Es habitual que hablen un alemán chapurreado e inventado con falso acento alemán. El papel de los "oficiales" consiste en "experimentar" con las presas como excusa para implementar violencia física extrema, tal como hiciera Mengele en el pasado. También es frecuente las escenas sexuales y el nudismo de las presas. El nivel de violencia descrita en estas películas van a la par que el gore.
Cabe destacar que este género se centra principalmente en oficiales de las SS femeninas, las cuales son representadas como lujuriosas y de físico exuberante. En cuanto al rol de los presos, al estar ambientado en un campo nazi, estos suelen ser representados como prisioneros de guerra aliados y no civiles judíos.
En cambio, hay otras producciones que no siguen el mismo canon como Freudenhaus ou Bordel SS, dirigida por José Bénazéraf en 1978 y Salón Kitty de Tinto Brass (en 1976). Estos films no suelen incluirse dentro de la categoría "prototípica" del nazi exploitation, sino en el género de cine artístico. 
Laura Frost escribió en su libro: Sex Drives: Fantasies of Fascism in Literary Modernism (2002) (ISBN 0801487641) qué "este género forma parte de un problemático intento de conectar la perversión política (i.e. fascismo, militarismo, genocidio) con la perversión sexual (i.e. sadomasoquismo, homosexualidad, trasvestismo y pedofilia)."